# 紫鸭跖草
紫鸭跖草（学名：Commelina purpurea）是鸭跖草科鸭跖草属多年生草本植物，其种加词“purpurea”意为“紫色的”。原产非洲中部和东部。
紫竹梅（Tradescantia pallida 'Purpurea'）有时被称为“紫鸭跖草”，但二者是不同的植物。